# Novojavorivsk
Novojavorivsk (ukrajinsky Новояворівськ; rusky Новояворовск – Novojavorovsk) je město ve Lvovské oblasti na Ukrajině. Leží západně od Lvova a v roce 2022 v něm žilo přes třicet tisíc obyvatel.
Přes Novojavorivsk vede dálnice M 10, která bývá počítána za součást evropské silnice E40.

## Dějiny
Sídlo bylo založena v roce 1965 v souvislosti s těžbou síry pod jménem Jantarne (Янтарне, odvozeno od jantaru). V roce 1969 získalo statut sídla městského typu a bylo přejmenováno na Novojavorivske (ukrajinsky Новояворівське) podle Javorivu. V roce 1986 se stalo městem a v roce 2008 bylo 3. června přejmenováno na Novojavorivsk.